# 傅立新
傅立新牧師，SBS，FICE（英語：Hugh Brian Phillipson，1941年8月22日—2025年1月21日），英国籍香港公務員、牧師及工程師，曾擔任香港政府機電工程署及水務署署長。他於英格兰出生及成長，及後遠赴加拿大攻讀理學碩士，並在英国、澳大利亚及加拿大擔任工程師。他生於英国循道会背景的家庭，父母均為帶職事奉的平信徒，因此他在居港數十年均在香港聖公會聖約翰座堂事奉教會，更被委任為榮譽隨行神職人員，並有牧师銜頭。
傅立新自1977年加入港府後一直被委以重任，退休前歷任布政司署工務科的副工務司、機電工程署署長及水務署署長。他在機電署署長任內成功改革部門結構，將營運服務改為自負營虧的半商業模式運作，並在2001年以水務署署長身份籌備香港供水150周年誌慶的系列活動後退休。

## 早年生活
傅立新於1941年8月22日生於英国英格兰西约克郡哈利法克斯，而童年時期則在沃灵顿渡過。他擔任當地教育局局長的父親與母親均是英国循道会的帶職事奉傳道人；傅家隨後轉至利物浦生活及就學。他曾先後分別在伯明翰大学及加拿大的女王大學修讀土木工程的理學學士及理學碩士，並因而取得申請注册工程师的資格，成為英國土木工程師學會會員。喜愛運動及體格健壯的他曾在女王大學的聯盟式橄欖球隊中擔任勾球前鋒。
畢業回國後，在伦敦工作的傅認識到擔任教師的太太瑪嘉烈·露斯·特魯曼（Margaret Ruth Trueman）。結婚後，傅帶同妻子出國到澳大利亚工作。他在1967年2月至1968年3月任職新南威爾士州工務司署，參與新南威爾士州獵人谷的防洪工程。及後，他再於1969年3月起於北領地工務司署任職，在北領地达尔文參與貨運鐵路列車鋪設工程。
1969年，傅與妻子離開澳大利亚，並在返回英国前以背包客形式在亚洲各國旅遊，亦因此而首次到訪香港。據他本人憶述，入住重慶大廈的他們當時已被香港的獨特環境所吸引。回到英国後，傅不但在英國本土工作，亦被派至加拿大蒙特利尔。直到1977年，他如願以償地得到受聘於香港政府的機會。

## 香港公務員生涯

### 政府工程師
1977年2月，傅立新正式加入香港政府，入職工務司署轄下土木工程處，擔任工程師。入職不久後，工作能力及學術水平俱佳的他在同年11月就升任高級土力工程師。傅在加入政府後首要任務是針對1976年8月25日的秀茂坪山泥傾瀉意外，規劃秀茂坪一帶的危險斜坡復修及加固工程，以策安全。在完成斜坡工程後，他被調任至北角的政府工務實驗室擔任主管，繼續相關的工程研究。
因應工務司署轄下土木工程處在1982年改組為獨立部門土力工程處，傅被調任至新部門出任總土力工程師。在資源更為豐富的新部門內，他繼續研究香港斜坡的加固工程，包括實地視察及實驗研究，及後亦設計及統籌各類恆常及緊急工程。在任內遇到暴雨時，他更不時因應市民要求與政務總署的地區官員到災區及高風險地區視察災情及審視風險，包括檢查斜坡及寮屋等。

### 決策科職務

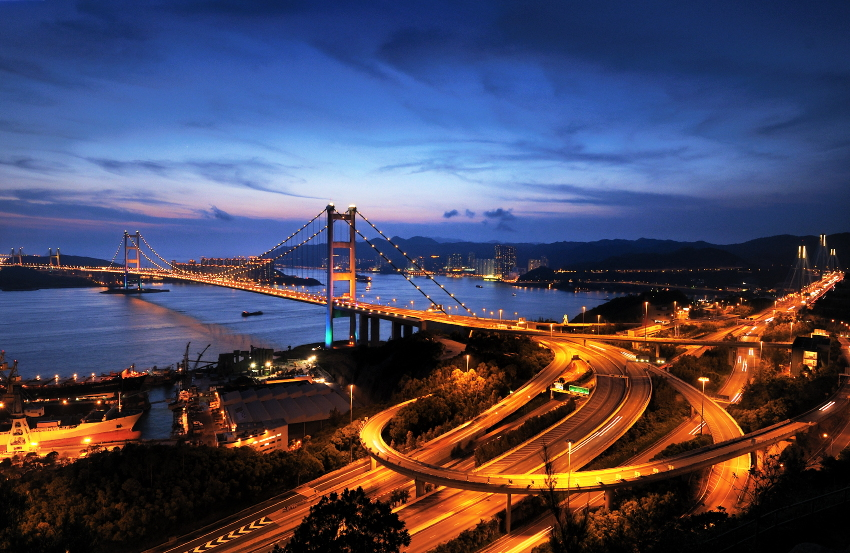
傅立新曾負責審批機場核心計劃的工程合約

擔任十多年的工務工作後，傅立新在1985年12月獲升遷至布政司署地政工務科擔任首席助理地政工務司，工作性質改為負責研究及決定相關政策，亦需出席立法局會議回應議員的提問。在擔任首席助理地政工務司的8年內，他在工程設計及建築標準、合約條款、供水、石礦場、建築物條例、顧問及承建商名冊等事務上均有所涉獵。
在1990年11月，傅再升任為職級為首席政府土力工程師的工務科副工務司（工務政策）。他任職副工務司時除了負責該職位一直掌管的工務工程計劃、品質保證、財務控制及教育與培訓發展電腦服務外，政府特別委他在任內管理新成立的香港機場核心計劃的管理聯合小組，參與的工程包括西九龍填海計劃、機場快綫、香港3號幹線青衣至香港島段、青嶼幹線及北大嶼山公路等。在其任內，因他負責審批機場核心計劃的工程合約，而被外界要求在招標中保障本地建築公司，但他堅持按世界贸易组织的政府採購標準，並指出本地公司有足夠能力參與公平競爭。同時，位高權重的傅因其職級在1992年5月12日獲港府奉為官守太平紳士。

### 署長職務
傅立新在1993年11月5日獲委以重任接替郭炳基出任機電工程署署長，並受政府指示改革工作效率備受批評的部門結構。他認為機電署的工作範疇不尋常地廣泛，既要向政府及公營機構的機電工程提供營運服務外，又要對市場上的電力及氣體設備作出規管服務，甚至由中華電力投資向香港供電的大亚湾核电站也由他規劃政策。雖然部門改革工作艱辛，但他還在1994年8月正式確認晉升為署長職級。在他的努力下，部門亦在1995年中首次取得國際標準化組織的ISO 9002品質管理認證。為了進一步提昇機電署的效率，他決定就成立營運基金作出公開諮詢，並在1996年6月獲香港立法局批准將營運服務改為自負營虧的半商業模式運作。隨後兩年，部門的利潤及效率都得以改善，而電力條例的各項修訂計劃也全部大致完成，他亦在1999年2月28日卸任機電署署長，並由他的副手梁湛添接任。
退任機電署署長的傅沒有停下工作，並旋即於1999年3月1日從許文韶手上接下全港最大公用事業機構，成為水務署署長。他上任甫即完滿處理2000年問題及為部門轄下的服務申請ISO 9000系列認證，並著手準備2001年香港供水150周年誌慶。他在慶祝之際籌備了多場活動，包括工作坊、嘉年華、巡迴展覽及紀念酒會等，甚至和樂施會合辦步行籌款，宣傳香港的供水成就。與此同時，使用新技術的牛潭尾濾水廠在2000年正式啟用，而水務署九龍西區大樓也在2001年初開幕。他任內及任後均對香港供水的技術及專業一直贊嘆不已，並多次向水務工程的前人致敬。及後，年滿60歲的他在2001年11月19日退休予高贊覺接任。
在香港政府供職超過25年的傅被港府評價為「表現傑出」及「貢獻卓越」，因此港府在2002年度授勳名單中向他頒授銀紫荊星章。

## 個人及退休生活

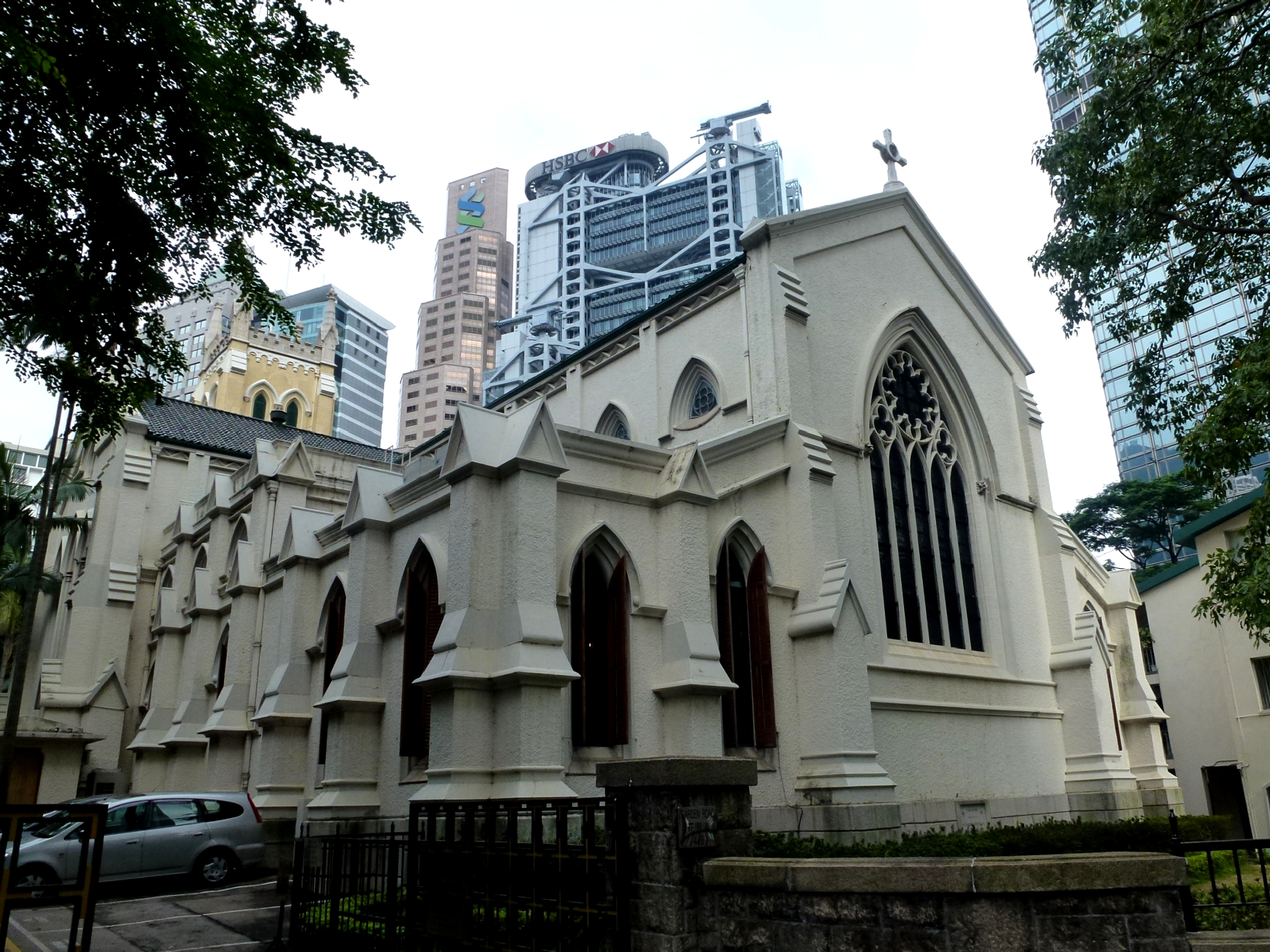
傅立新為聖約翰座堂的榮譽隨行神職人員

傅立新與瑪嘉烈·露斯·特魯曼於1966年的冬季在英国聖奧斯特爾成婚，夫妻二人育有三名子女，分別為居於澳大利亚荷巴特的長女莎拉、同在香港的次子律誠及在英国曼彻斯特生活的幼女珍妮，當中傅律誠更在香港警務處任職並升任至警司。深有基督新教高教會派家庭背景的傅立新在香港定居後就一直於香港聖公會的聖約翰座堂事奉教會，於1996年9月21日由鄺廣傑主禮受按立為會吏，主要在基督教音乐範疇上服務，並負責為在港僑民及外籍人口提供服務，隨後被委任為榮譽隨行神職人員，並自1997年9月21日再由鄺主禮受按立為牧师，獲得牧師大人的銜頭。
傅興趣廣泛，包括旅行、音樂、體育及史地等。他的體育嗜好則幾經轉變，在學時期熱愛橄欖球，及後在政府任職時則喜愛長跑運動，甚至曾完成四次马拉松。另外，他也和其他政府官員組織足球隊與立法會議員較量。不過，因年齡增長及舊患，年老後的他只可參與高爾夫球以擴闊社交圈子。
退休後傅雖然在2004年一度返回英國居住，不過因香港的都市便利及良好治安而在2006年決定改為香港生活。他除了繼續事奉教會外，亦在社会企业為學習障礙人士服務。最終，傅立新伉儷在2018年的復活節後再度返回英國定居，偶爾探望次子或長女才駐足香港。他們於英國格洛斯特郡生活，並與英格蘭教會的蒂克斯伯里修道院保持教會聯繫。然而，熱愛香港的夫婦隨後決定重返香港生活，至2025年1月21日在港逝世。

## 榮譽

### 勳銜
- 官守太平紳士（J.P.）（1992年5月12日－2001年11月19日）[15]
- 銀紫荊星章（S.B.S.）（香港2002年度授勳及嘉獎名單；2002年7月1日）[27]

### 頭銜
- 傅立新，JP（Hugh Phillipson, JP，1992年5月12日－2001年11月19日）[15]
- 傅立新牧師，SBS（The Reverend Hugh Phillipson, SBS，2002年7月1日－2025年1月21日）[27]